# كل شيء هادئ على الجبهة الغربية (فلم 1930)
كل شيء هادىء على الجبهة الغربية (بالإنجليزية: All Quiet on the Western Front) هو فيلم دراما تم إنتاجه في الولايات المتحدة وصدر في سنة 1930. الفيلم من إخراج لويس مايلستون، وهو مأخوذ عن رواية كل شيء هادىء على الجبهة الغربية لإريك ماريا ريمارك

## ترشيحات وجوائز
| السنة | الحدث  | الفئة     | النتيجة  |
| ----- | ------ | --------- | -------- |
|       | أوسكار | أفضل فيلم | فـــــوز |

## الميزانية والإيرادات
بلغت تكلفة إنتاج الفيلم حوالي 1.2 مليون دولار بينما حقق أرباحا تقدر بـ 3,000,000 دولار.

## وصلات خارجية
- مقالات تستعمل روابط فنية بلا صلة مع ويكي بيانات